# 秦二世陵
秦二世陵，即秦二世嬴胡亥之墓，也称“胡亥墓”，位于陕西省西安市曲江池遗址公园南岸。
秦二世三年（前207年），权臣赵高胁迫二世自杀，以庶民仪葬之于杜南宜春苑，其地即今雁塔区曲江乡曲江池村南缘台地上，俗称“胡亥墓”。该墓在汉代已经荒芜。清乾隆四十一年（1776年），陕西巡抚毕沅在旁立石碑一座。
1956年8月6日，胡亥墓被陕西省人民委员会列入第一批省级文物保护单位名单。
墓为半圆形，封土卑低，高仅五米，直径二十五米，与其东高耸的汉宣帝杜陵相比，倍显凄凉。墓北有石碑一座，正面阴刻隶书“秦二世皇帝陵”；背面阴刻《夜役说》，为生员周新命于嘉庆十年（1805年）所书。